# Deux-Montagnes (circonscription provinciale)
Pour les articles homonymes, voir Deux-Montagnes (homonymie).
Circonscription électorale provinciale du Canada
Deux-Montagnes est une circonscription électorale provinciale du Québec située dans la région des Laurentides. 

## Historique
La circonscription de Deux-Montagnes, qui a été aussi appelée Lac des Deux Montagnes jusqu'en 1853, a été créée en 1829. Son territoire est modifié par les réformes électorales de 1972, 1980 et 2001. En 1972, son territoire a été agrandi sur le territoire de la ville de Mirabel. En 1980, par contre, la circonscription a été amputée de toute sa partie nord qui est passée dans Argenteuil. Puis, en 2001, son territoire est encore réduit pour être limité aux municipalités de Deux-Montagnes et de Saint-Eustache.
Elle a été représentée par plusieurs chefs de partis politiques, dont Gédéon Ouimet et Paul Sauvé, 2e et 17e premiers ministres du Québec.

## Territoire et limites
La circonscription comprend les municipalités de Deux-Montagnes et de Saint-Eustache.

## Liste des députés

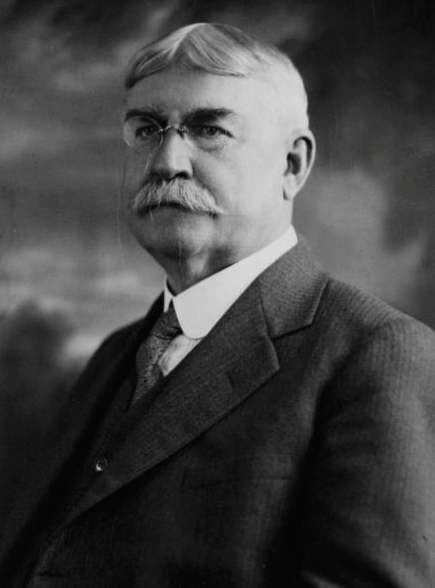
Hector Champagne est député pour le Parti libéral du Québec de 1897 à 1908.

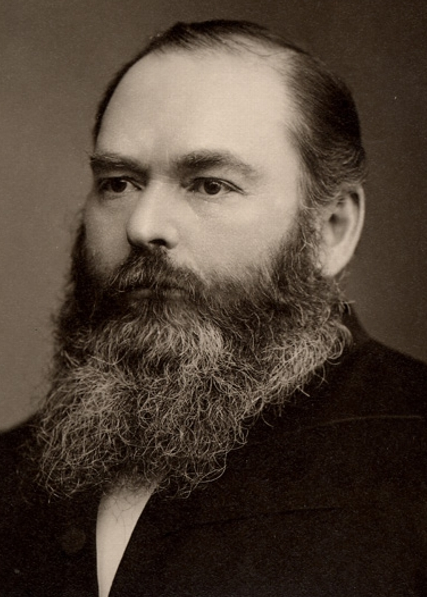
Charles Laplante Champagne est député de 1876 à 1882 pour le Parti libéral du Québec.

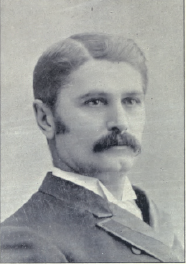
Benjamin Beauchamp est député de 1882 à 1886 pour le Parti conservateur du Québec et de 1886 à 1897 comme conservateur indépendant.

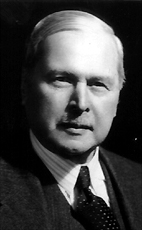
Arthur Sauvé est député de 1908 à 1930 pour le Parti conservateur du Québec.

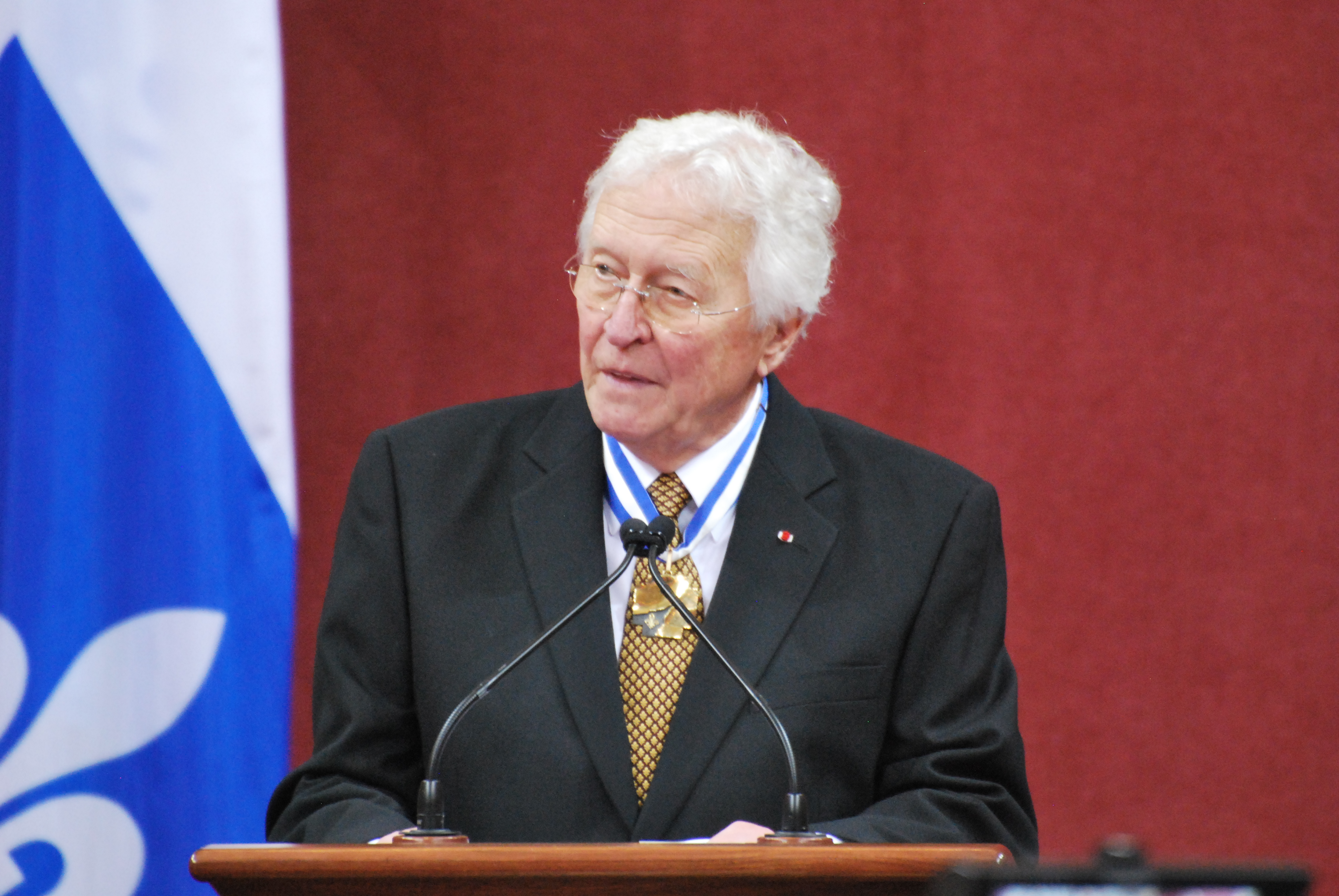
Jean-Paul L'Allier est député de 1970 à 1976 pour le Parti libéral du Québec. Il est maire de la ville de Québec de 1989 à 2005.

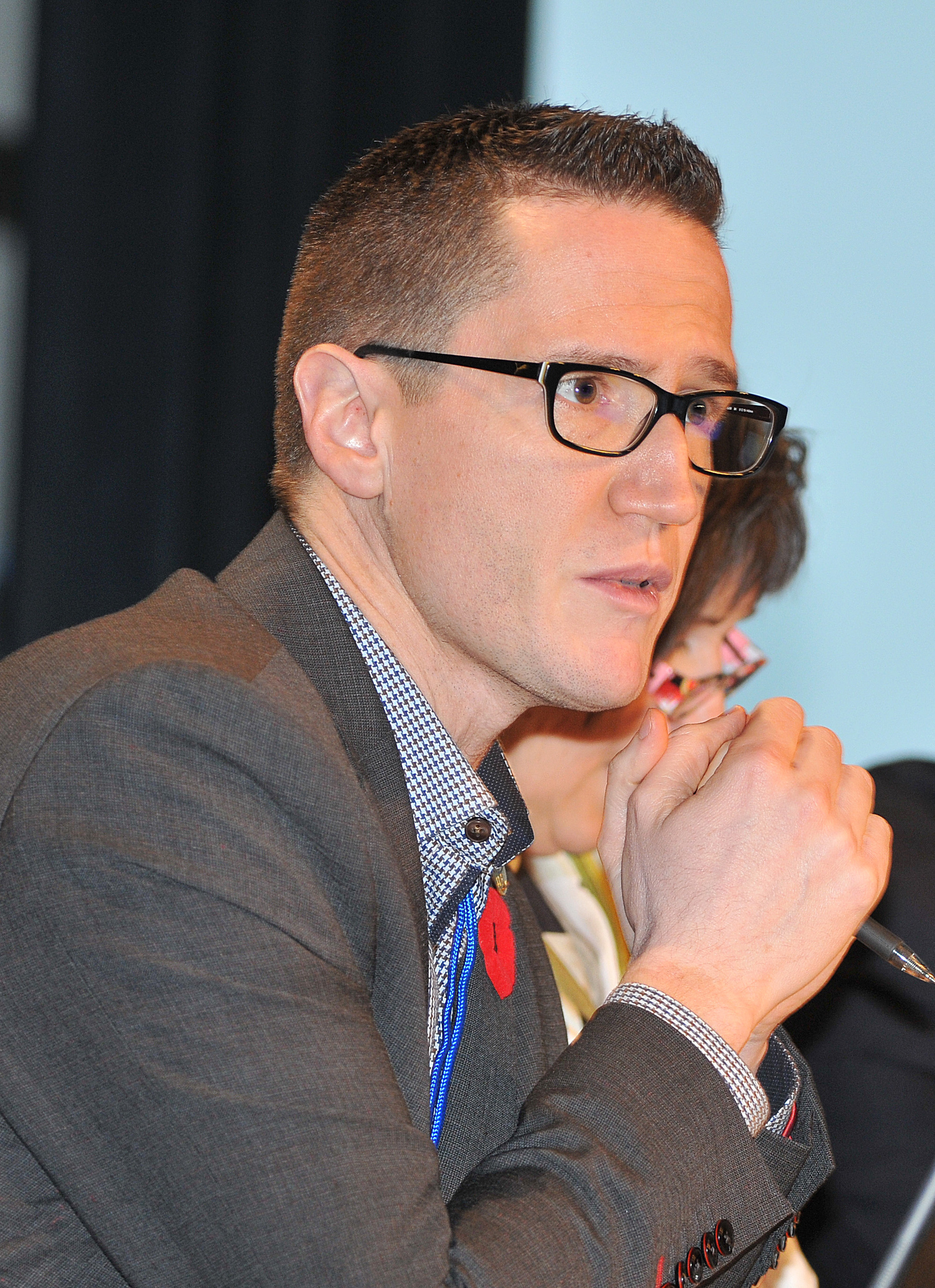
Benoit Charrette est député en 2011-2012 et depuis 2014 pour la Coalition avenir Québec, de 2008 à 2011 pour le Parti québécois et de juin à décembre 2011 comme indépendant.

| Années | Années      | Député                 | Parti                    |
| ------ | ----------- | ---------------------- | ------------------------ |
|        | 1867 - 1871 | Gédéon Ouimet          | Conservateur             |
|        | 1871 - 1875 | Gédéon Ouimet          | Conservateur             |
|        | 1875 - 1876 | Gédéon Ouimet          | Conservateur             |
|        | 1876 - 1878 | Charles Champagne      | Conservateur             |
|        | 1878 - 1881 | Charles Champagne      | Conservateur             |
|        | 1881 - 1882 | Charles Champagne      | Conservateur             |
|        | 1882 - 1884 | Benjamin Beauchamp     | Conservateur             |
|        | 1884 - 1886 | Benjamin Beauchamp     | Conservateur             |
|        | 1886 - 1890 | Benjamin Beauchamp     | Conservateur indépendant |
|        | 1890 - 1892 | Benjamin Beauchamp     | Conservateur indépendant |
|        | 1892 - 1897 | Benjamin Beauchamp     | Conservateur indépendant |
|        | 1897 - 1900 | Hector Champagne       | Libéral                  |
|        | 1900 - 1904 | Hector Champagne       | Libéral                  |
|        | 1904 - 1908 | Hector Champagne       | Libéral                  |
|        | 1908 - 1912 | Arthur Sauvé           | Conservateur             |
|        | 1912 - 1916 | Arthur Sauvé           | Conservateur             |
|        | 1916 - 1919 | Arthur Sauvé           | Conservateur             |
|        | 1919 - 1923 | Arthur Sauvé           | Conservateur             |
|        | 1923 - 1927 | Arthur Sauvé           | Conservateur             |
|        | 1927 - 1930 | Arthur Sauvé           | Conservateur             |
|        | 1930 - 1931 | Paul Sauvé             | Conservateur             |
|        | 1931 - 1935 | Paul Sauvé             | Conservateur             |
|        | 1935 - 1936 | Jean-Léo Rochon        | Libéral                  |
|        | 1936 - 1939 | Paul Sauvé             | Union nationale          |
|        | 1939 - 1944 | Paul Sauvé             | Union nationale          |
|        | 1944 - 1948 | Paul Sauvé             | Union nationale          |
|        | 1948 - 1952 | Paul Sauvé             | Union nationale          |
|        | 1952 - 1956 | Paul Sauvé             | Union nationale          |
|        | 1956 - 1960 | Paul Sauvé             | Union nationale          |
|        | 1960 - 1962 | Gaston Binette         | Libéral                  |
|        | 1962 - 1966 | Gaston Binette         | Libéral                  |
|        | 1966 - 1970 | Gaston Binette         | Libéral                  |
|        | 1970 - 1973 | Jean-Paul L'Allier     | Libéral                  |
|        | 1973 - 1976 | Jean-Paul L'Allier     | Libéral                  |
|        | 1976 - 1981 | Pierre De Bellefeuille | Parti québécois          |
|        | 1981 - 1985 | Pierre De Bellefeuille | Parti québécois          |
|        | Indépendant | Pierre De Bellefeuille |                          |
|        | 1985 - 1989 | Yolande D. Legault     | Libéral                  |
|        | 1989 - 1994 | Jean-Guy Bergeron      | Libéral                  |
|        | 1994 - 1998 | Hélène Robert          | Parti québécois          |
|        | 1998 - 2003 | Hélène Robert          | Parti québécois          |
|        | 2003 - 2007 | Hélène Robert          | Parti québécois          |
|        | 2007 - 2008 | Lucie Leblanc          | Action démocratique      |
|        | 2008 - 2012 | Benoit Charette        | Parti québécois          |
|        | 2008 - 2012 | Benoit Charette        | Indépendant              |
|        | 2008 - 2012 | Benoit Charette        | Coalition avenir         |
|        | 2012 - 2014 | Daniel Goyer           | Parti québécois          |
|        | 2014 - 2018 | Benoit Charette        | Coalition avenir         |
|        | 2018 - 2022 | Benoit Charette        | Coalition avenir         |
|        | 2022 - ...  | Benoit Charette        | Coalition avenir         |

Légende: Les années en italiques indiquent les élections partielles, tandis que le nom en gras signifie que la personne a été chef d'un parti politique.

## Résultats électoraux
| |
| - Parti libéral - Union nationale (ancien) - Parti québécois - Crédit social (ancien) - Parti égalité (ancien) - Action démocratique (ancien) - Québec solidaire - Coalition avenir - Parti conservateur |

### Résultats détaillés
|                                                                                               | Nom                       | Parti                 | Nombre de voix | %      | Maj.   |
| --------------------------------------------------------------------------------------------- | ------------------------- | --------------------- | -------------- | ------ | ------ |
|                                                                                               | Benoit Charette (sortant) | Coalition avenir      | 15 854         | 47,1 % | 10 077 |
|                                                                                               | Guillaume Lalonde         | Parti québécois       | 5 777          | 17,2 % | -      |
|                                                                                               | Olivier Côté              | Québec solidaire      | 4 766          | 14,2 % | -      |
|                                                                                               | Marc Allaire              | Libéral               | 3 460          | 10,3 % | -      |
|                                                                                               | Isabelle Baril            | Conservateur          | 3 308          | 9,8 %  | -      |
|                                                                                               | Amavi Tagodoe             | Vert                  | 317            | 0,9 %  | -      |
|                                                                                               | Hélèna Courteau           | Climat Québec         | 119            | 0,4 %  | -      |
|                                                                                               | Dominique Dubois-Massey   | L'union fait la force | 74             | 0,2 %  | -      |
| Total                                                                                         | Total                     | Total                 | 33 675         | 100 %  |        |
| Le taux de participation lors de l'élection était de 69,5 % et 505 bulletins ont été rejetés. |                           |                       |                |        |        |

|                                                                                               | Nom                       | Parti                | Nombre de voix | %      | Maj.  |
| --------------------------------------------------------------------------------------------- | ------------------------- | -------------------- | -------------- | ------ | ----- |
|                                                                                               | Benoit Charette (sortant) | Coalition avenir     | 16 038         | 47,4 % | 9 574 |
|                                                                                               | Daniel Goyer              | Parti québécois      | 6 464          | 19,1 % | -     |
|                                                                                               | Audrey Lesage-Lanthier    | Québec solidaire     | 4 912          | 14,5 % | -     |
|                                                                                               | Fabienne Fatou Diop       | Libéral              | 4 523          | 13,4 % | -     |
|                                                                                               | Isabelle Dagenais         | Vert                 | 722            | 2,1 %  | -     |
|                                                                                               | Delia Fodor               | Conservateur         | 368            | 1,1 %  | -     |
|                                                                                               | Denis Paré                | Citoyens au pouvoir  | 322            | 1 %    | -     |
|                                                                                               | Martin Brulé              | Parti libre          | 253            | 0,7 %  | -     |
|                                                                                               | Hans Roker Jr             | Bloc pot             | 152            | 0,4 %  | -     |
|                                                                                               | Eric Emond                | Changement Intégrité | 52             | 0,2 %  | -     |
| Total                                                                                         | Total                     | Total                | 33 806         | 100 %  |       |
| Le taux de participation lors de l'élection était de 71,1 % et 636 bulletins ont été rejetés. |                           |                      |                |        |       |

|                                                                                               | Nom                    | Parti            | Nombre de voix | %      | Maj. |
| --------------------------------------------------------------------------------------------- | ---------------------- | ---------------- | -------------- | ------ | ---- |
|                                                                                               | Benoit Charette        | Coalition avenir | 11 868         | 34,2 % | 761  |
|                                                                                               | Daniel Goyer (sortant) | Parti québécois  | 11 107         | 32 %   | -    |
|                                                                                               | Luc Leclerc            | Libéral          | 8 913          | 25,7 % | -    |
|                                                                                               | Duncan Hart Cameron    | Québec solidaire | 2 326          | 6,7 %  | -    |
|                                                                                               | Alec Ware              | Parti équitable  | 297            | 0,9 %  | -    |
|                                                                                               | Louis-Félix Cauchon    | Option nationale | 233            | 0,7 %  | -    |
| Total                                                                                         | Total                  | Total            | 34 744         | 100 %  |      |
| Le taux de participation lors de l'élection était de 74,5 % et 705 bulletins ont été rejetés. |                        |                  |                |        |      |

|                                                                                             | Nom                       | Parti            | Nombre de voix | %      | Maj.  |
| ------------------------------------------------------------------------------------------- | ------------------------- | ---------------- | -------------- | ------ | ----- |
|                                                                                             | Daniel Goyer              | Parti québécois  | 14 423         | 38,8 % | 1 321 |
|                                                                                             | Benoit Charette (sortant) | Coalition avenir | 13 102         | 35,2 % | -     |
|                                                                                             | Stéphanie Ménard          | Libéral          | 6 689          | 18 %   | -     |
|                                                                                             | Normand Godon             | Québec solidaire | 1 522          | 4,1 %  | -     |
|                                                                                             | Princess Brooks           | Vert             | 724            | 1,9 %  | -     |
|                                                                                             | Wilson Ortiz              | Option nationale | 712            | 1,9 %  | -     |
| Total                                                                                       | Total                     | Total            | 37 172         | 100 %  |       |
| Le taux de participation lors de l'élection était de 80 % et 545 bulletins ont été rejetés. |                           |                  |                |        |       |

|                                                                                             | Nom                      | Parti               | Nombre de voix | %      | Maj.  |
| ------------------------------------------------------------------------------------------- | ------------------------ | ------------------- | -------------- | ------ | ----- |
|                                                                                             | Benoit Charette          | Parti québécois     | 11 961         | 43,1 % | 2 981 |
|                                                                                             | Marie-France Daoust      | Libéral             | 8 980          | 32,4 % | -     |
|                                                                                             | Lucie Leblanc (sortante) | Action démocratique | 4 986          | 18 %   | -     |
|                                                                                             | Guy Rainville            | Vert                | 1 168          | 4,2 %  | -     |
|                                                                                             | Julien Demers            | Québec solidaire    | 632            | 2,3 %  | -     |
| Total                                                                                       | Total                    | Total               | 27 727         | 100 %  |       |
| Le taux de participation lors de l'élection était de 61 % et 535 bulletins ont été rejetés. |                          |                     |                |        |       |

|                                                                                               | Nom               | Parti               | Nombre de voix | %      | Maj.  |
| --------------------------------------------------------------------------------------------- | ----------------- | ------------------- | -------------- | ------ | ----- |
|                                                                                               | Lucie Leblanc     | Action démocratique | 12 415         | 36,3 % | 1 132 |
|                                                                                               | Daniel Goyer      | Parti québécois     | 11 283         | 33 %   | -     |
|                                                                                               | Paule Fortier     | Libéral             | 8 183          | 23,9 % | -     |
|                                                                                               | Guy Rainville     | Vert                | 1 448          | 4,2 %  | -     |
|                                                                                               | Julien Demers     | Québec solidaire    | 740            | 2,2 %  | -     |
|                                                                                               | Manon Bissonnette | Indépendant         | 114            | 0,3 %  | -     |
| Total                                                                                         | Total             | Total               | 34 183         | 100 %  |       |
| Le taux de participation lors de l'élection était de 76,4 % et 360 bulletins ont été rejetés. |                   |                     |                |        |       |

|                                                                                               | Nom                      | Parti               | Nombre de voix | %      | Maj. |
| --------------------------------------------------------------------------------------------- | ------------------------ | ------------------- | -------------- | ------ | ---- |
|                                                                                               | Hélène Robert (sortante) | Parti québécois     | 12 432         | 39 %   | 333  |
|                                                                                               | Marc Lauzon              | Libéral             | 12 099         | 38 %   | -    |
|                                                                                               | Éric Duhaime             | Action démocratique | 6 907          | 21,7 % | -    |
|                                                                                               | Julien Demers            | UFP                 | 408            | 1,3 %  | -    |
| Total                                                                                         | Total                    | Total               | 31 846         | 100 %  |      |
| Le taux de participation lors de l'élection était de 74,4 % et 557 bulletins ont été rejetés. |                          |                     |                |        |      |

## Référendums
|  | Référendum                     | % du OUI | % du NON | Taux de participation |
|  | Référendum de 1980             | 42,16 %  | 57,84 %  | 87,77 %               |
|  | Accord de Charlottetown (1992) | 34,05 %  | 65,95 %  | 84,03 %               |
|  | Référendum de 1995             | 58,94 %  | 41,06 %  | 94,80 %               |